# Дзета-функція Гурвіца
У математиці дзета-функція Гурвіца, названа на честь Адольфа Гурвіца — одна з дзета-функцій, які є узагальненнями дзета-функції Рімана. Формально вона може бути задана степеневим рядом для комплексних аргументів s, при Re(s) > 1, і q, Re(q) > 0:
{\displaystyle \zeta (s,q)=\sum _{n=0}^{\infty }{\frac {1}{(q+n)^{s}}}.}
Цей ряд є абсолютно збіжним для заданих значень s і q. Дзета-функція Рімана — окремий випадок дзета-функції Гурвіца при q = 1.

## Аналітичне продовження
Дзета функція Гурвіца допускає аналітичне продовження до мероморфної функції, визначеної для всіх комплексних s, при s ≠ 1. У точці s = 1 вона має простий полюс із лишком, рівним 1. Постійний член розкладу в ряд Лорана в околі точки s = 1 дорівнює:
{\displaystyle \lim _{s\to 1}\left[\zeta (s,q)-{\frac {1}{s-1}}\right]={\frac {-\Gamma '(q)}{\Gamma (q)}}=-\psi (q)},
де Γ(x) — гамма-функція, і ψ(x) — дигамма-функція.

## Подання у вигляді рядів
Подання у вигляді збіжного степеневого ряду для q > −1 і довільного комплексного s ≠ 1 отримав у 1930 році Гельмут Гассе
{\displaystyle \zeta (s,q)={\frac {1}{s-1}}\sum _{n=0}^{\infty }{\frac {1}{n+1}}\sum _{k=0}^{n}(-1)^{k}{n \choose k}(q+k)^{1-s}.}
Цей ряд є рівномірно збіжним на будь-якій компактній підмножині комплексної s-площини до цілої функції. Внутрішня сума може бути подана у вигляді n-ї скінченної різниці для {\displaystyle q^{1-s}}, тобто:
{\displaystyle \Delta ^{n}q^{1-s}=\sum _{k=0}^{n}(-1)^{nk}{n \choose k}(q+k)^{1-s}}
де Δ — оператор скінченної різниці. Таким чином
{\displaystyle \zeta (s,q)={\frac {1}{s-1}}\sum _{n=0}^{\infty }{\frac {(-1)^{n}}{n+1}}\Delta ^{n}q^{1-s}}
{\displaystyle ={\frac {1}{s-1}}{\log(1+\Delta ) \over \Delta }q^{1-s}.}

## Інтегральні подання
Дзета-функція Гурвіца має інтегральне подання у вигляді перетворення Мелліна:
{\displaystyle \zeta (s,q)={\frac {1}{\Gamma (s)}}\int _{0}^{\infty }{\frac {t^{s-1}e^{-qt}}{1-e^{-t}}}dt}
для Re(s) > 1 і Re(q) > 0.

## Формула Гурвіца
{\displaystyle \zeta (1-s,x)={\frac {1}{2s}}\left[e^{-i\pi s/2}\beta (x;s)+e^{i\pi s/2}\beta (1-x;s)\right]},
де
{\displaystyle \beta (x;s)=2\Gamma (s+1)\sum _{n=1}^{\infty }{\frac {\exp(2\pi inx)}{(2\pi n)^{s}}}={\frac {2\Gamma (s+1)}{(2\pi )^{s}}}{\mbox{Li}}_{s}(e^{2\pi ix})}.
Це подання дзета-функції Гурвіца є правильним для 0 ≤ x ≤ 1 и s >1. Тут {\displaystyle {\text{Li}}_{s}(z)} — позначає полілогарифм.

## Функціональне рівняння
Дане функціональне рівняння пов'язує значення дзета-функції Гурвіца ліворуч і праворуч від прямої Re(s) = 1/2 в комплексній s-площині. Для натуральних m і n, таких що m ≤ n рівність
{\displaystyle \zeta \left(1-s,{\frac {m}{n}}\right)={\frac {2\Gamma (s)}{(2\pi n)^{s}}}\sum _{k=1}^{n}\left[\cos \left({\frac {\pi s}{2}}-{\frac {2\pi km}{n}}\right)\;\mathrm {Z} \left(s,{\frac {k}{n}}\right)\right]}
виконується для всіх значень s.

## Ряд Тейлора
Похідна дзета-функції Гурвіца за другим аргументом також виражається через дзета-функцію Гурвіца:
{\displaystyle {\frac {\partial }{\partial q}}\zeta (s,q)=-s\zeta (s+1,q).}
Таким чином ряд Тейлора має вигляд:
{\displaystyle \zeta (s,x+y)=\sum _{k=0}^{\infty }{\frac {y^{k}}{k!}}{\frac {\partial ^{k}}{\partial x^{k}}}\zeta (s,x)=\sum _{k=0}^{\infty }{s+k-1 \choose s-1}(-y)^{k}\zeta (s+k,x).}

## Ряд Лорана
Розклад дзета-функції Гурвіца в ряд Лорана можна використати для визначення констант Стілтьєса, які з'являються в розкладі:
{\displaystyle \zeta (s,q)={\frac {1}{s-1}}+\sum _{n=0}^{\infty }{\frac {(-1)^{n}}{n!}}\Gamma _{n}(q)\;(S-1)^{n}.}

## Перетворення Фур'є
Дискретне перетворення Фур'є за змінною s дзета-функції Гурвіца є хі-функцією Лежандра

## Зв'язок з многочленами Бернуллі
Введена вище функція {\displaystyle \beta (x;n)} узагальнює многочлени Бернуллі:
{\displaystyle B_{n}(x)=-Re\left[(-i)^{n}\beta (x;n)\right]}.
З іншого боку,
{\displaystyle \zeta (-n,x)=-{B_{n+1}(x) \over n+1}.}
Зокрема, при {\displaystyle n=0}:
{\displaystyle \zeta (0,x)={\frac {1}{2}}-x.}

## Зв'язок з тета-функцією Якобі
Якщо {\displaystyle \vartheta (z,\tau )} — тета-функція Якобі, тоді
{\displaystyle \int _{0}^{\infty }\left[\vartheta (z,it)-1\right]t^{s/2}{\frac {dt}{t}}=\pi ^{-(1-s)/2}\Gamma \left({\frac {1-s}{2}}\right)\left[\zeta (1-s,z)+\zeta (1-s,1-z)\right]}.
Ця формула є вірною для Re(s) > 0 і будь-якого комплексного z, яке не є цілим числом. Для цілого z = n формула спрощується:
{\displaystyle \int _{0}^{\infty }\left[\vartheta (n,it)-1\right]t^{s/2}{\frac {dt}{t}}=2\ \pi ^{-(1-s)/2}\ \Gamma \left({\frac {1-s}{2}}\right)\zeta (1-s)=2\ \pi ^{-s/2}\ \Gamma \left({\frac {s}{2}}\right)\zeta (s)}.
де ζ(s) — дзета-функція Рімана. Останній вираз є функціональним рівнянням для дзета-функції Рімана.

## Зв'язок зL-функцією Діріхле
При раціональних значеннях аргументу дзета-функція Гурвіца може бути подана у вигляді лінійної комбінації L-функцій Діріхле і навпаки. Якщо q = n/k при k > 2, (n,k) > 1 і 0 < n < k, тоді
{\displaystyle \zeta (s,n/k)=\sum _{\chi }{\overline {\chi }}(n)L(s,\chi ),}
при цьому сумування здійснюється за всіма характерами Діріхле за модулем k. І навпаки
{\displaystyle L(s,\chi )={\frac {1}{k^{s}}}\sum _{n=1}^{k}\chi (n)\;\mathrm {Z} \left(s,{\frac {n}{k}}\right).}
Зокрема існує таке подання:
{\displaystyle k^{s}\zeta (s)=\sum _{n=1}^{k}\zeta \left(s,{\frac {n}{k}}\right),}
що узагальнює
{\displaystyle \sum _{p=0}^{q-1}\zeta (s,a+p/q)=q^{s}\,\zeta (s,qa).} (Яке є правильним при натуральному q і ненатуральному 1 − qa.)

## Раціональні значення аргументів
Дзета-функція Гурвіца зустрічається в різних співвідношеннях для раціональних значень аргументів. Зокрема, для многочленів Ейлера{\displaystyle E_{n}(x)}:
{\displaystyle E_{2n-1}\left({\frac {p}{q}}\right)=(-1)^{n}{\frac {4(2n-1)!}{(2\pi q)^{2n}}}\sum _{k=1}^{q}\zeta \left(2n,{\frac {2k-1}{2q}}\right)\cos {\frac {(2k-1)\pi p}{q}}}
і
{\displaystyle E_{2n}\left({\frac {p}{q}}\right)=(-1)^{n}{\frac {4(2n)!}{(2\pi q)^{2n+1}}}\sum _{k=1}^{q}\zeta \left(2n+1,{\frac {2k-1}{2q}}\right)\sin {\frac {(2k-1)\pi p}{q}}},
Крім того рівність
{\displaystyle \zeta \left(s,{\frac {2p-1}{2q}}\right)=2(2q)^{s-1}\sum _{k=1}^{q}\left[C_{s}\left({\frac {k}{q}}\right)\cos \left({\frac {(2p-1)\pi k}{q}}\right)+S_{s}\left({\frac {k}{q}}\right)\sin \left({\frac {(2p-1)\pi k}{q}}\right)\right]},
виконується для {\displaystyle 1\leq p\leq q}. Тут{\displaystyle C_{\nu }(x)} і {\displaystyle S_{\nu }(x)} виражаються через хі-функціію Лежандра {\displaystyle \chi _{\nu }} як
{\displaystyle C_{\nu }(x)=\operatorname {Re} \,\chi _{\nu }(e^{ix})}
і
{\displaystyle S_{\nu }(x)=\operatorname {Im} \,\chi _{\nu }(e^{ix}).}

## Застосування
Дзета-функція Гурвіца зустрічається в різних розділах математики, зокрема в теорії чисел, де її теорія є найбільш розвиненою. Також дзета-функція Гурвіца зустрічається в теорії фракталів і динамічних систем. Дзета-функція Гурвіца застосовується в математичній статистиці, в законі Ципфа. У фізиці елементарних частинок використовується у формулі Швінгера, що дає точний результат для показника народження пар в рівнянні Дірака для стаціонарного електромагнітного поля.

## Окремі випадки і узагальнення
Дзета-функція Гурвіца пов'язана з полігамма-функцією:
{\displaystyle \psi ^{(m)}(z)=(-1)^{m+1}m!\mathrm {Z} (m+1,z).}
Дзета-функція Лерхе узагальнює дзета-функцію Гурвіца:
{\displaystyle \Phi (z,s,q)=\sum _{k=0}^{\infty }{\frac {z^{k}}{(k+q)^{s}}}}
тобто
{\displaystyle \zeta (s,q)=\Phi (1,s,q).}